# Circondario di Torgau-Oschatz
Il circondario di Torgau-Oschatz (in tedesco Landkreis Torgau-Oschatz) era un circondario della Sassonia di 94 900 abitanti, che aveva come capoluogo Torgau.
Il 1º agosto 2008 è stato unito al circondario di Delitzsch, a formare il nuovo circondario della Sassonia settentrionale.

## Città e comuni
(Abitanti al 31 dicembre 2006)
| Città 1. Belgern (5.075) 2. Dahlen (4.979) 3. Dommitzsch (2.976) 4. Mügeln (4.700) 5. Oschatz (16.012) 6. Schildau, Gneisenaustadt (3.732) 7. Torgau (18.340) | Comuni 1. Arzberg (2.243) 2. Beilrode (2.648) 3. Cavertitz (2.549) 4. Dreiheide (2.436) 5. Elsnig (1.674) 6. Großtreben-Zwethau (2.050) 7. Liebschützberg (3.457) 8. Mockrehna (5.529) 9. Naundorf (2.614) 10. Pflückuff (2.456) 11. Sornzig-Ablaß (2.375) 12. Trossin (1.497) 13. Wermsdorf (5.900) 14. Zinna (1.658) |